# Superligaen
Superligaen je nejvyšší dánská fotbalová soutěž. V soutěži hraje 12 klubů, na konci sezóny poslední dva sestupují do nižší soutěže, dánské první divize. Mistrem za sezónu 2021/22 je FC Kodaň.

## Historie

Staré logo SAS Ligaen (2001–2010)

Superligaen nahradila v roce 1991 dánskou 1. division, která byla do té doby nejvyšší fotbalovou ligovou soutěží v zemi (a poté se stala dánskou druhou ligou). Superligaen se účastnilo od jejího založení až po sezónu 1995/96 vždy 10 týmů. V roce 1991 se premiérová sezóna odehrála na jaře, každý celek hrál se všemi ostatními dvakrát (každý tým tedy absolvoval 18 zápasů). Od léta 1991 se struktura soutěže rozdělila do dvou let: v první podzimní polovině sezóny se hrál systém každý dvakrát s každým (čili opět 18 zápasů pro každý klub). V jarní části poslední dva týmy nehrály, body osmi zbývajících klubů se podělily dvěma a pokračovalo se v systému každý s každým (nyní tedy jen 14 zápasů pro jednotlivé celky). Dohromady tak těchto osm mužstev odehrálo v sezóně 32 utkání. Prvních pět plnohodnotných sezón přineslo pět různých ligových mistrů.
Z tohoto systému se upustilo před sezónou 1995/96, kdy se počet soutěžících týmů zvedl na dvanáct. Od tohoto ročníku se hrálo třikrát každý s každým (= 33 zápasů pro jednotlivá mužstva za sezónu). V první sezóně reorganizované ligy se za výhru udělovaly již tři body. Vůbec prvním sponzorem dánské ligy v její historii se stala společnost Coca-Cola (název ligy zněl Coca-Cola Ligaen).
Po ní v následující sezóně 1996/97 převzala sponzorství společnost Faxe Brewery a liga dostala název Faxe Kondi Ligaen. Před sezónou 2001/02 se stala hlavním sponzorem skandinávská letecká společnost Scandinavian Airlines System a jméno ligy se opět měnilo, tentokrát na SAS Ligaen. Od počátku sezóny 2010/11 byl přijat název Superligaen. Od ledna 2015 do konce sezóny 2017/18 platil sponzorský název soutěže Alka Superliga. V následující sezóně byla liga bez sponzora, od sezóny 2019/20 platí název 3F Superliga.
Před sezónou 2016/17 se počet týmů zvýšil na 14 a zavedl se nový systém ligy. Hrálo se stylem dvakrát každý s každým (tedy 26 zápasů pro každé mužstvo, jednou na domácím hřišti, jednou na hřišti soupeře). Poté se mužstva rozdělila na dvě skupiny, osmičlenná o udržení (z ní vzejdou 2 sestupující) a šestičlenná o titul (vzejde z ní nový mistr ligy) se složitějším formátem. Od sezóny 2019/20 se liga vrátila k formátu s 12 účastníky.

## Vítězové jednotlivých ročníků
| Superligaen (od roku 1991) |                          |                 |                      |
| Ročník                     | Mistr (tituly)           | 2. místo        | 3. místo             |
| 1991                       | Brøndby (5)              | Lyngby          |                      |
| 1991/92                    | Lyngby (2)               | B 1903          |                      |
| 1992/93                    | FC Kodaň (1)             | Odense BK       |                      |
| 1993/94                    | Silkeborg IF (1)         | FC Kodaň        |                      |
| 1994/95                    | Aalborg Boldspilklub (1) | Brøndby         |                      |
| 1995/96                    | Brøndby (6)              | Aarhus GF       |                      |
| 1996/97                    | Brøndby (7)              | Vejle BK        |                      |
| 1997/98                    | Brøndby (8)              | Silkeborg IF    |                      |
| 1998/99                    | Aalborg Boldspilklub (2) | Brøndby         | Akademisk Boldklub   |
| 1999/00                    | Herfølge BK (1)          | Brøndby         | Akademisk Boldklub   |
| 2000/01                    | FC Kodaň (2)             | Brøndby         | Silkeborg IF         |
| 2001/02                    | Brøndby (9)              | FC Kodaň        | FC Midtjylland       |
| 2002/03                    | FC Kodaň (3)             | Brøndby         | Farum Boldklub       |
| 2003/04                    | FC Kodaň (4)             | Brøndby         | Esbjerg fB           |
| 2004/05                    | Brøndby (10)             | FC Kodaň        | FC Midtjylland       |
| 2005/06                    | FC Kodaň (5)             | Brøndby         | Odense Boldklub      |
| 2006/07                    | FC Kodaň (6)             | FC Midtjylland  | Aalborg Boldspilklub |
| 2007/08                    | Aalborg Boldspilklub (3) | FC Midtjylland  | FC Kodaň             |
| 2008/09                    | FC Kodaň (7)             | Odense BK       | Brøndby IF           |
| 2009/10                    | FC Kodaň (8)             | Odense BK       | Brøndby IF           |
| 2010/11                    | FC Kodaň (9)             | Odense BK       | Brøndby IF           |
| 2011/12                    | FC Nordsjælland (1)      | FC Kodaň        | FC Midtjylland       |
| 2012/13                    | FC Kodaň (10)            | FC Nordsjælland | Randers FC           |
| 2013/14                    | Aalborg Boldspilklub (4) | FC Kodaň        | FC Midtjylland       |
| 2014/15                    | FC Midtjylland (1)       | FC Kodaň        | Brøndby IF           |
| 2015/16                    | FC Kodaň (11)            | SønderjyskE     | FC Midtjylland       |
| 2016/17                    | FC Kodaň (12)            | Brøndby IF      | Lyngby BK            |
| 2017/18                    | FC Midtjylland (2)       | Brøndby IF      | FC Nordsjaelland     |
| 2018/19                    | FC Kodaň (13)            | FC Midtjylland  | Esbjerg fB           |
| 2019/20                    | FC Midtjylland (3)       | FC Kodaň        | Aarhus GF            |
| 2020/21                    | Brøndby (11)             | FC Midtjylland  | Aarhus GF            |
| 2021/22                    | FC Kodaň (14)            | FC Midtjylland  | Silkeborg IF         |
| 2022/23                    | FC Kodaň (15)            | FC Nordsjælland | Aarhus GF            |
| 2023/24                    | FC Midtjylland (4)       | Brøndby IF      | FC Kodaň             |

## Nejlepší kluby v historii – podle počtu titulů
| Vítězové nejvyšší ligové soutěže |        |                                                                                          |
| Klub                             | Tituly | Vítězné roky                                                                             |
| FC Kodaň                         | 15     | 1993, 2001, 2003, 2004, 2006, 2007, 2009, 2010, 2011, 2013, 2016, 2017, 2019, 2022, 2023 |
| Kjøbenhavns Boldklub             | 15     | 1913, 1914, 1917, 1918, 1922, 1925, 1932, 1940, 1948, 1949, 1950, 1953, 1968, 1974, 1980 |
| Brøndby IF                       | 11     | 1985, 1987, 1988, 1990, 1991, 1996, 1997, 1998, 2002, 2005, 2021                         |
| Boldklubben af 1893              | 9      | 1916, 1927, 1929, 1930, 1934, 1935, 1939, 1942, 1946                                     |
| Akademisk Boldklub               | 9      | 1919, 1921, 1937, 1943, 1945, 1947, 1951, 1952, 1967                                     |
| Boldklubben 1903                 | 7      | 1920, 1924, 1926, 1938, 1969, 1970, 1976                                                 |
| Boldklubben Frem                 | 6      | 1923, 1931, 1933, 1936, 1941, 1944                                                       |
| Esbjerg fB                       | 5      | 1961, 1962, 1963, 1965, 1979                                                             |
| Vejle Boldklub                   | 5      | 1958, 1971, 1972, 1978, 1984                                                             |
| Aarhus GF                        | 5      | 1955, 1956, 1957, 1960, 1986                                                             |
| Aalborg Boldspilklub             | 4      | 1995, 1999, 2008, 2014                                                                   |
| FC Midtjylland                   | 4      | 2015, 2018, 2020, 2024                                                                   |
| Hvidovre IF                      | 3      | 1966, 1973, 1981                                                                         |
| Odense BK                        | 3      | 1977, 1982, 1989                                                                         |
| Boldklubben 1909                 | 2      | 1959, 1964                                                                               |
| Køge BK                          | 2      | 1954, 1975                                                                               |
| Lyngby Boldklub                  | 2      | 1983, 1992                                                                               |
| Silkeborg IF                     | 1      | 1994                                                                                     |
| Herfølge BK                      | 1      | 2000                                                                                     |
| FC Nordsjælland                  | 1      | 2012                                                                                     |

## Evropské úspěchy
FC Kodaň se v sezóně 2010/11 jako první dánský tým probojovala ze základní skupiny Ligy mistrů do vyřazovacích bojů.

## Čeští hráči
V historii ligy zasáhlo do hry celkem 8 českých hráčů. Prvním z nich byl v roce 2007 brankář Martin Raška. Hned 4 hráčům se povedlo vyhrát dánský titul, Zdeněk Pospěch a Libor Sionko zvítězili dokonce opakovaně.
| Jméno           | Zápasy | Góly | Roky      | Klub           | Tituly |
| --------------- | ------ | ---- | --------- | -------------- | ------ |
| Zdeněk Pospěch  | 108    | 13   | 2008-2011 | FC Kodaň       | 3      |
| Filip Novák     | 73     | 10   | 2015-2018 | FC Midtjylland | 1      |
| Libor Sionko    | 53     | 9    | 2007-2010 | FC Kodaň       | 2      |
| Jan Kliment     | 42     | 7    | 2016-2018 | Brøndby IF     | -      |
| Martin Raška    | 41     | -    | 2007-2010 | FC Midtjylland | -      |
| Michael Lüftner | 35     | 1    | 2017-2019 | FC Kodaň       | 1      |
| Václav Kadlec   | 13     | 3    | 2016      | FC Midtjylland | -      |
| Kamil Vacek     | 2      | 0    | 2018      | Odense BK      | -      |